# Kolesa

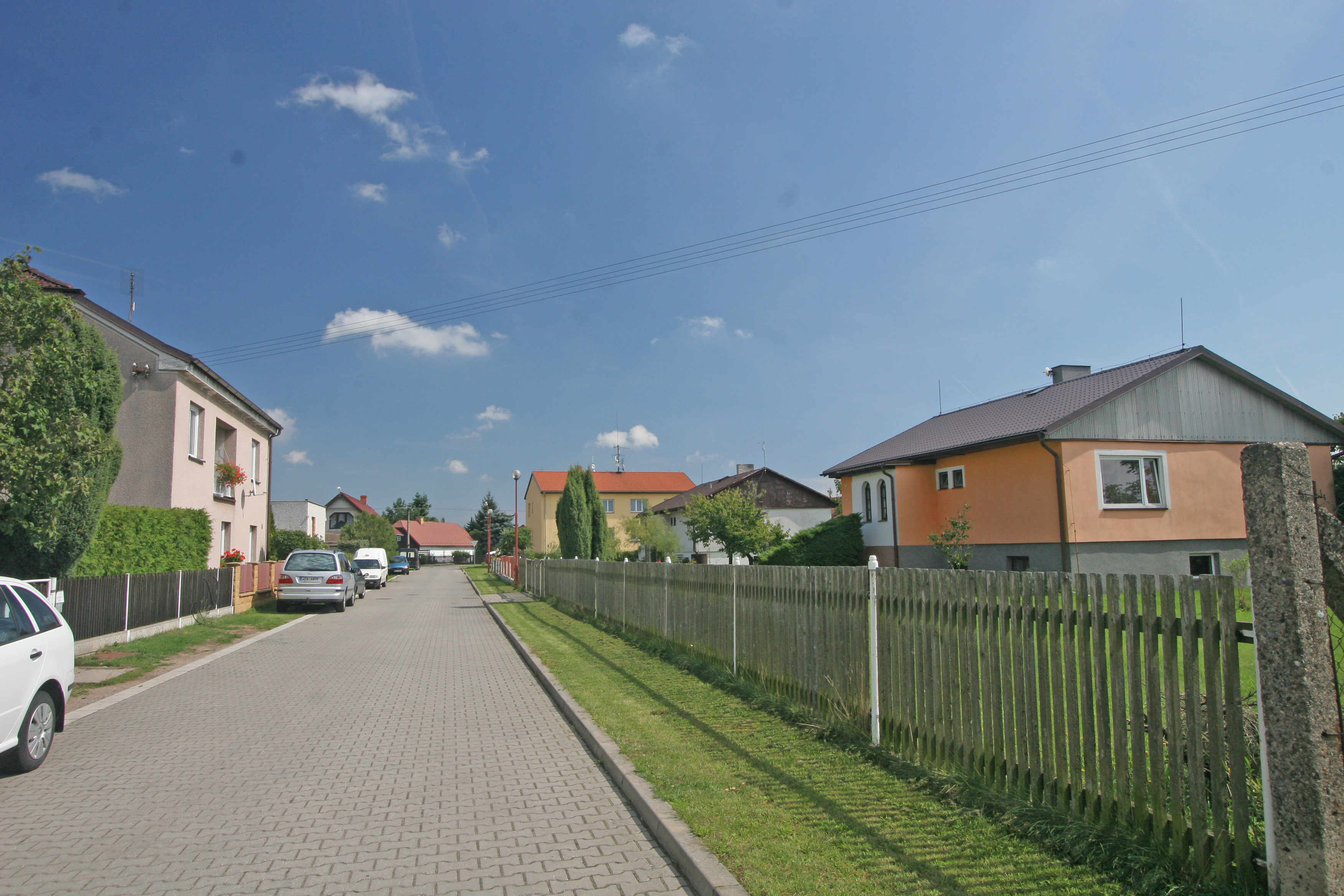
Ortsansicht

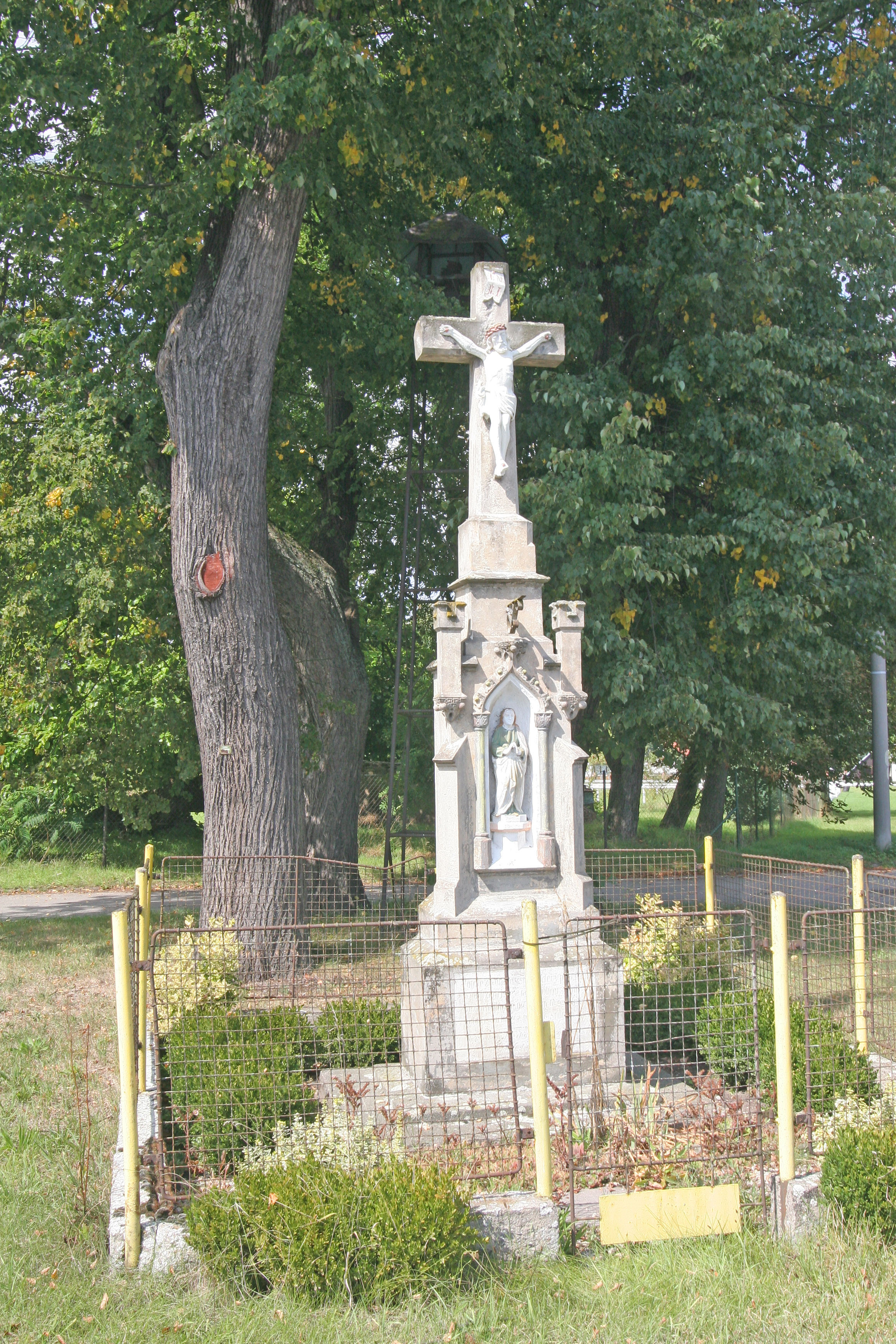
Kreuz

Kolesa (deutsch Koles, auch Kolles) ist ein Ortsteil der Gemeinde Kladruby nad Labem in Tschechien. Er liegt acht Kilometer nordwestlich von Přelouč und gehört zum Okres Pardubice.

## Geographie
Das von ausgedehnten Wäldern umgebene Dorf Kolesa befindet sich rechtsseitig des Baches Strašovský potok in der Středolabské tabule (Tafelland an der mittleren Elbe). Am südöstlichen Ortsausgang liegt der Teich Rybník u Koles, dahinter erhebt sich die Lhotka (225 m n.m.). Östlich des Dorfes liegt die Pferderennbahn, westlich das Wildgehege Kolesa.
Nachbarorte sind Pamětník, Chárovna und Štít im Norden, Klamoš und Újezd u Přelouče im Nordosten, Komárov und Strašov im Osten, Břehy, Semín und Semínská Vrata im Südosten, Chaloupky, Kladruby nad Labem und Na Sklepích im Süden, Selmice und Labské Chrčice im Südwesten, Tetov im Westen sowie Bílé Vchynice, Kundratice, Hradišťko II und Loukonosy im Nordwesten.

## Geschichte
Die erste urkundliche Erwähnung des Dorfes Collessi erfolgte am 12. August 1299 im Zuge der Zahlung von Steuern. Kolessa gehörte zur Herrschaft Hradišťko und bestand 1379 aus 26 Huben. Es ist davon auszugehen, dass der Ort aus mindestens 26 Gehöften bestand und damit ein für diese Zeit sehr großes Dorf war. Seit dem 14. Jahrhundert ist eine zum Dekanat Čáslav gehörige Pfarrkirche nachweislich, später gehörte die Pfarre Kolesa zum Dekanat Kolín. Besitzer waren lange Zeit die Herren Žiželický von Žiželice. Nach dem Untergang der Burg Hradišťko gehörte das Dorf zur Herrschaft Žiželice, die im 16. Jahrhundert von den Herren von Pernstein erworben wurde. 1543 verkaufte Johann von Pernstein die Herrschaft an König Ferdinand I. König Matthias überschrieb 1611 die Herrschaften Chlumetz und Žiželice für treue Dienste bei der Erlangung der Böhmischen Krone an Wenzel Graf Kinsky von Wchinitz und Tettau, der beide Herrschaften vereinigte. Das Dorf Kolesa erlosch wahrscheinlich vor oder während des Dreißigjährigen Krieges, in der berní rula von 1654 wird es nicht mehr erwähnt. An seiner Stelle ließen die Grafen Kinsky einen Meierhof anlegen. Erhalten blieb nur die wahrscheinlich hölzerne Kirche, die 1699 niederbrannte. Die Reste der Kirche wurden im selben Jahre abgebrochen, ihre Glocken erhielt die Dreifaltigkeitskirche in Chlumetz.
Im Zuge der Raabisation ließ der Besitzer der Fideikommissherrschaft Chlumetz, Franz Ferdinand Graf Kinsky von Wchinitz und Tettau zum Ende des 18. Jahrhunderts den Meierhof Koles emphyteutisieren und seinen Gründen das gleichnamige Dorf anlegen. 
Im Jahre 1833 bestand das im Bidschower Kreis gelegene Dorf Kolles aus 14 Häusern, in denen 101 Personen lebten. Im Ort gab es ein Jägerhaus. Pfarrort war Wapno. Bis zur Mitte des 19. Jahrhunderts blieb Kolles der Fideikommissherrschaft Chlumetz untertänig.
Nach der Aufhebung der Patrimonialherrschaften bildete Kolesa ab 1849 einen Ortsteil der Gemeinde Komárov im Gerichtsbezirk Chlumetz. Ab 1868 gehörte das Dorf zum Bezirk Neubydžow. 1869 hatte Kolesa 98 Einwohner und bestand aus 16 Häusern. Im Jahre 1900 lebten in Kolesa 137 Menschen, 1910 waren es 150. 1930 löste sich Kolesa von Komárov los und bildete eine eigene Gemeinde; zu dieser Zeit hatte das Dorf 151 Einwohner und bestand aus 33 Häusern. 1949 wurde die Gemeinde dem Okres Přelouč zugeordnet, seit der Gebietsreform von 1960 gehört Kolesa zum Okres Pardubice. Am 30. April 1976 erfolgte die Eingemeindung nach Kladruby nad Labem. In den 1990er Jahren erhielt die Familie Kinský ihre Ländereien und Wälder bei Kolesa restituiert. Beim Zensus von 2001 lebten in den 44 Häusern des Dorfes 120 Personen. 

## Gemeindegliederung
Der Ortsteil Kolesa bildet einen Katastralbezirk.

## Sehenswürdigkeiten
- Gedenkstein für die Gefallenen des Ersten Weltkrieges
- Steinernes Kreuz
- Pferderennbahn, zwischen Kolesa und Komárov, sie ist Austragungsort nationaler und internationaler Wettbewerbe